# Calerno
Calerno is een plaats (frazione) in de Italiaanse gemeente calerno.